# Chaubardia heteroclita
Chaubardia heteroclita är en orkidéart som först beskrevs av Eduard Friedrich Poeppig och Stephan Ladislaus Endlicher, och fick sitt nu gällande namn av Dodson och David Edward Bennett. Chaubardia heteroclita ingår i släktet Chaubardia och familjen orkidéer. Inga underarter finns listade i Catalogue of Life.

## Bildgalleri

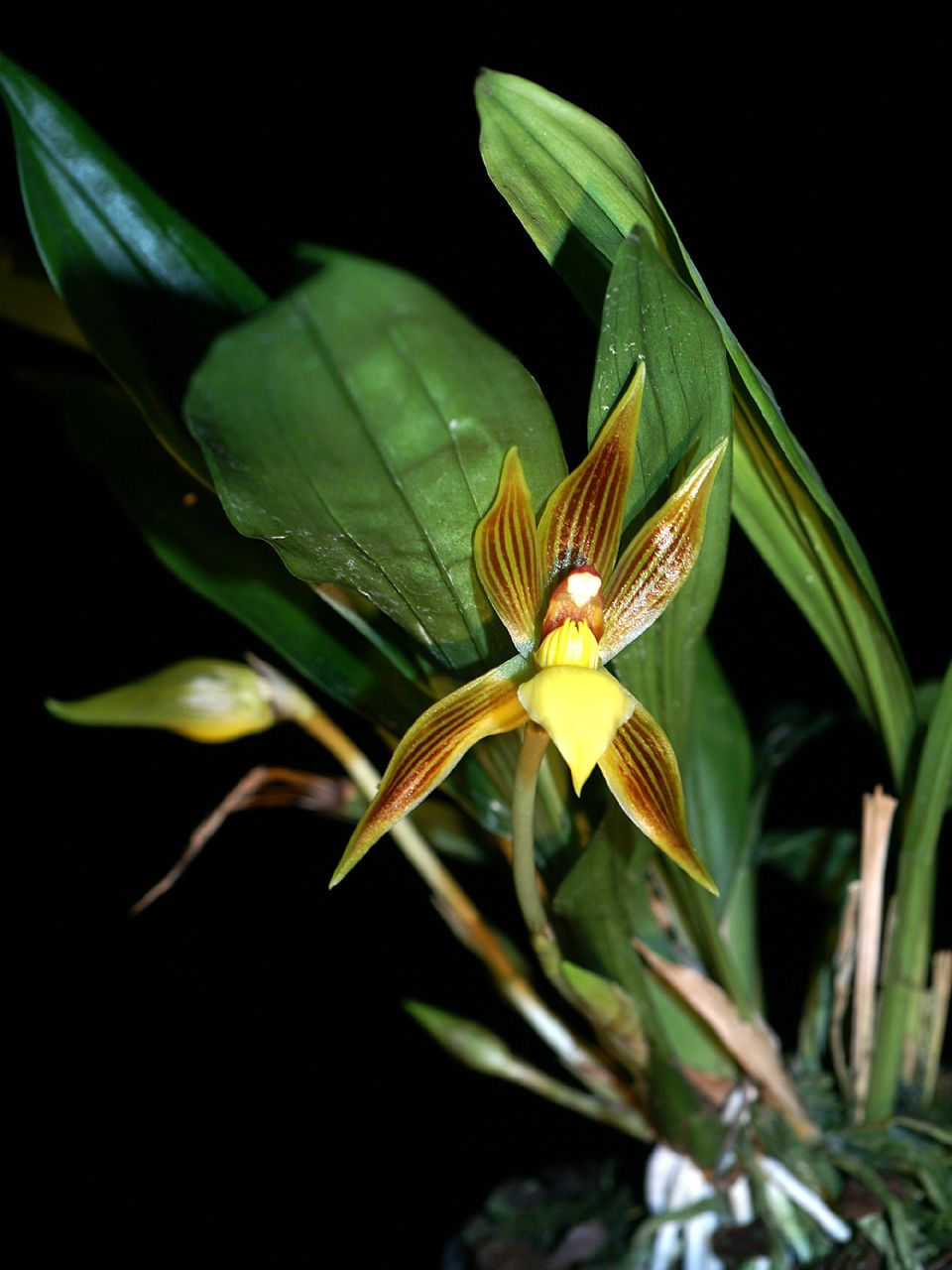
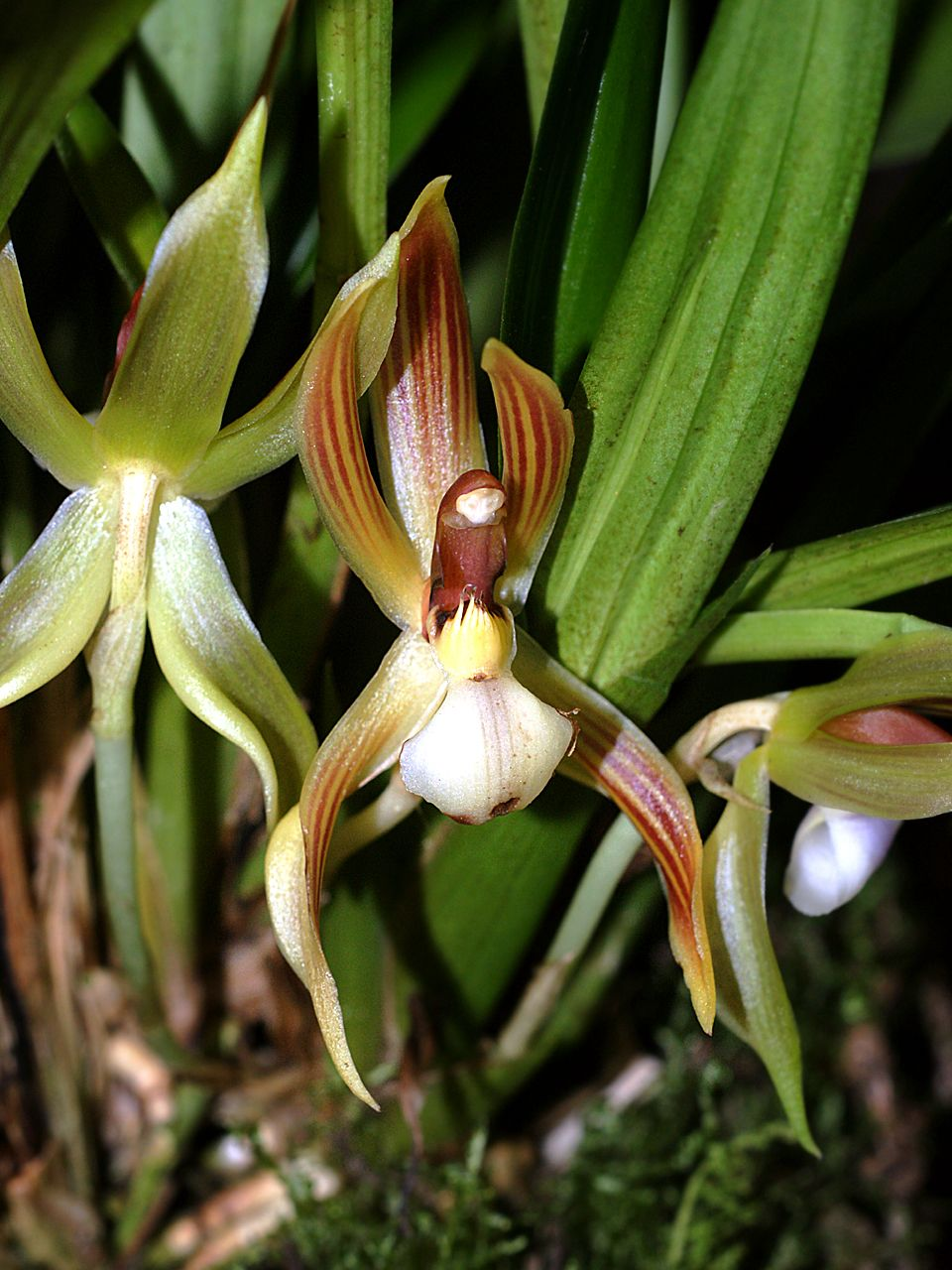
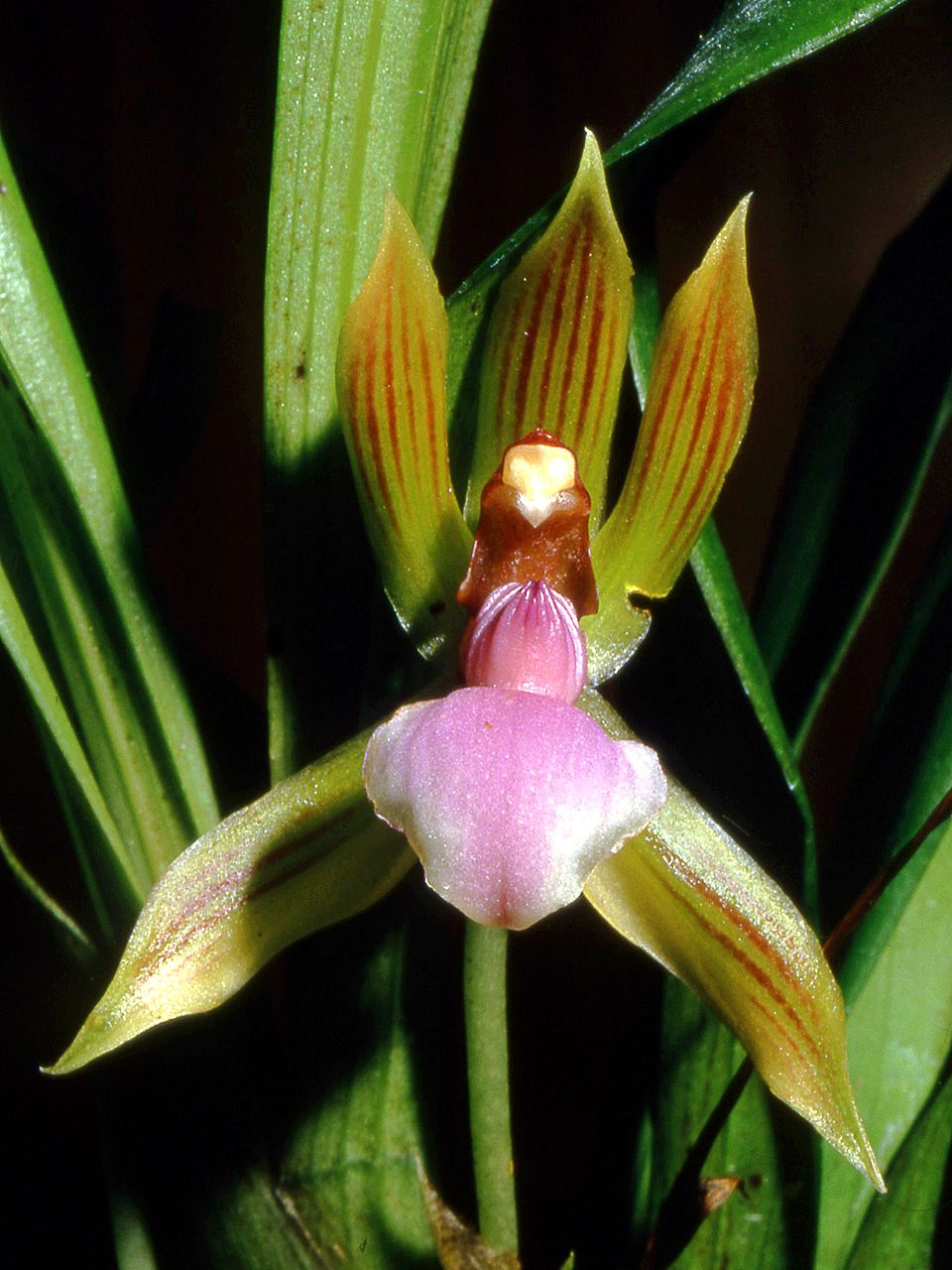
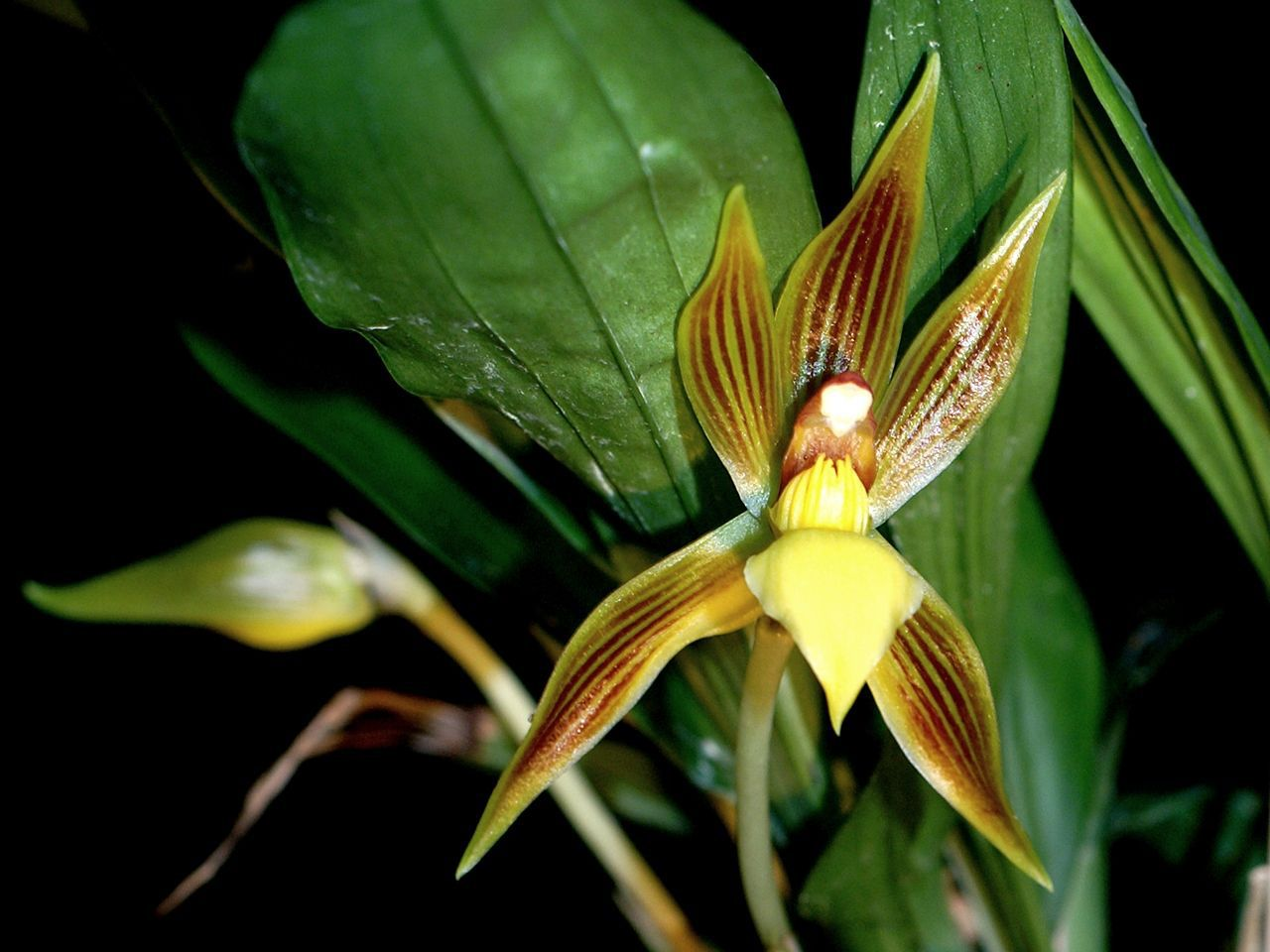